# Traitement industriel des résidus urbains (Issy-les-Moulineaux)

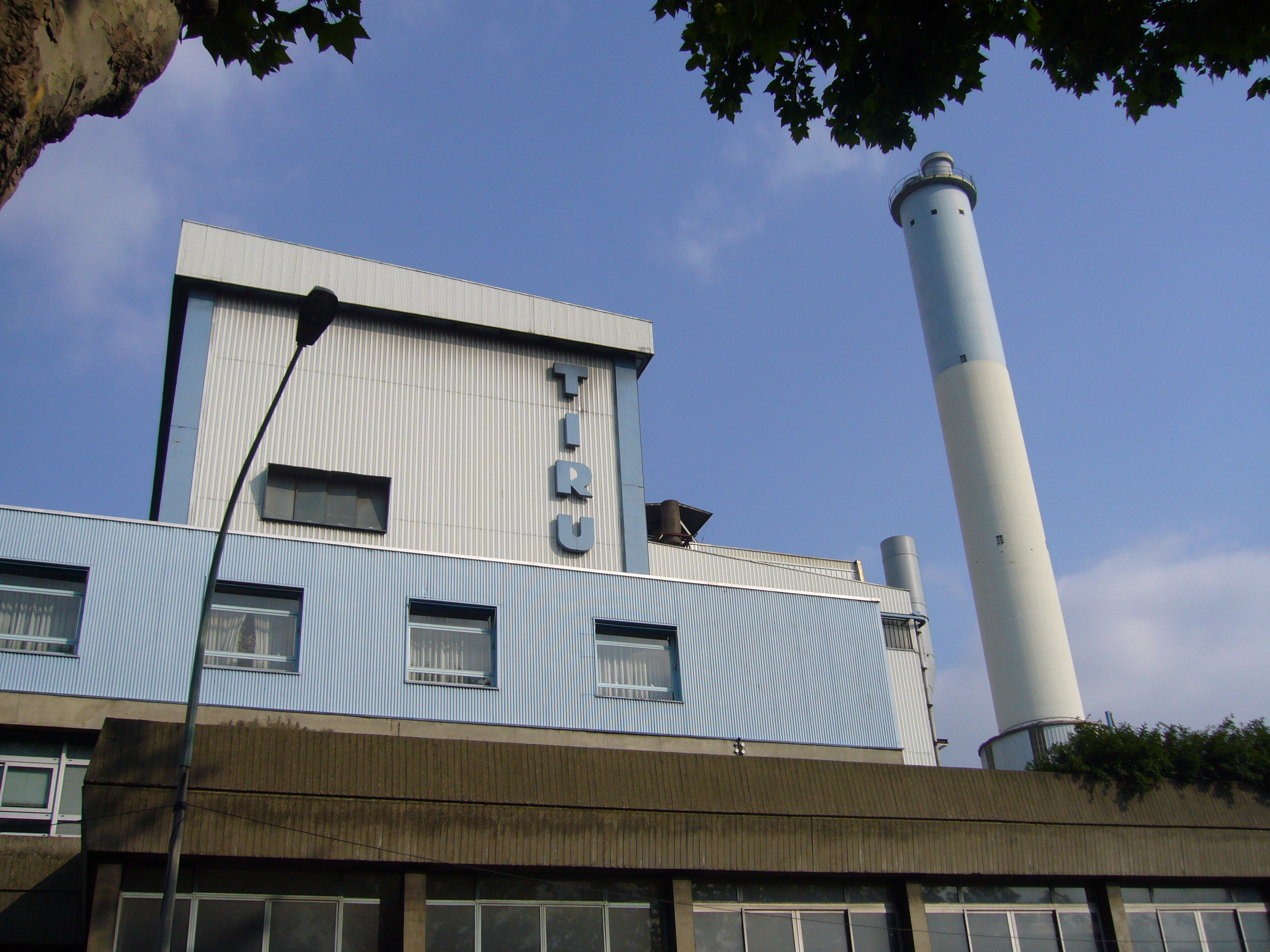
Usine de traitement

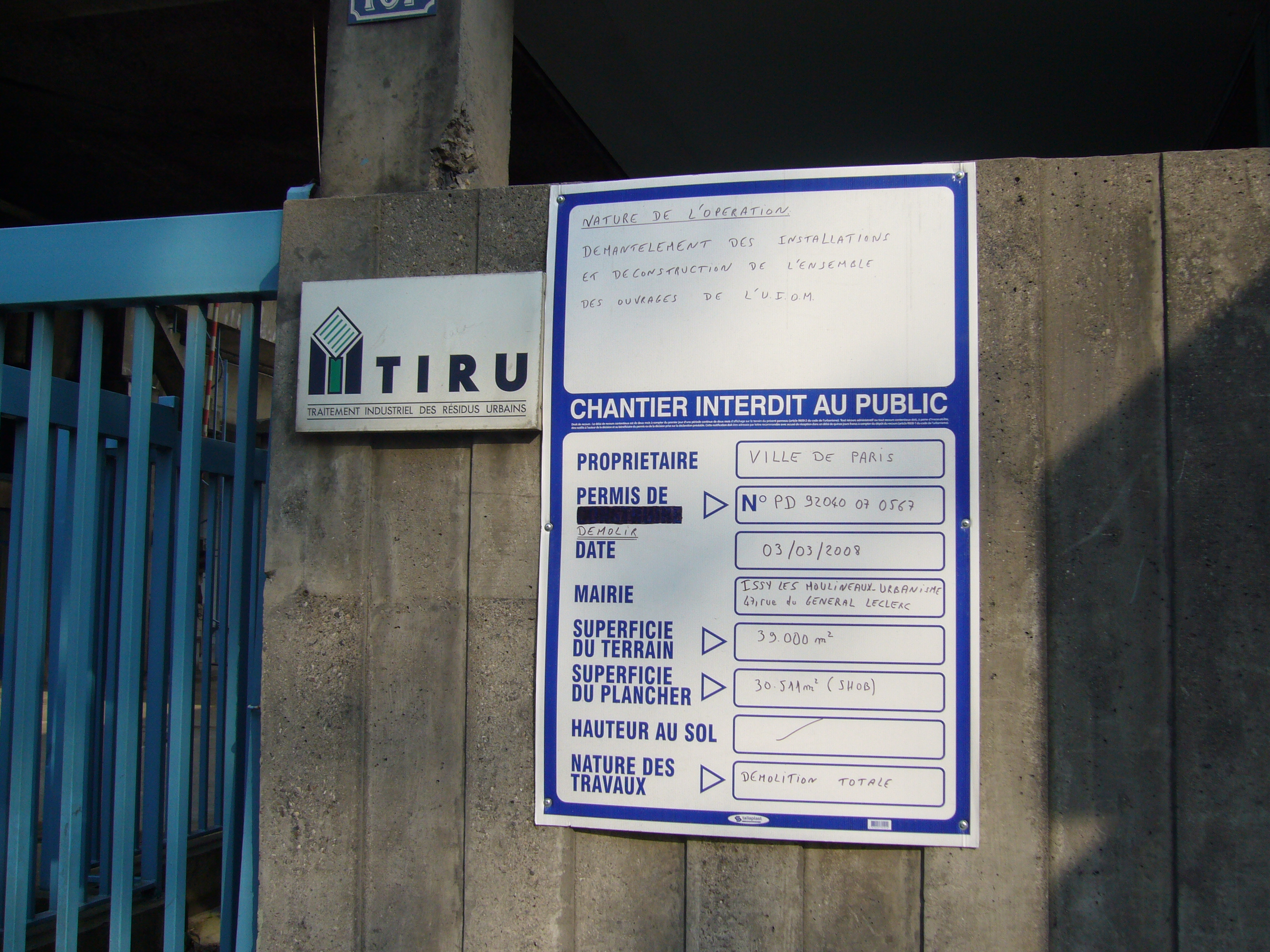
Permis de démolir de l'usine

La TIRU d'Issy-les-Moulineaux, acronyme de « traitement industriel des résidus urbains », était une usine de traitement des déchets ménagers du Syctom (Syndicat mixte central de traitement des ordures ménagères) présente sur le territoire de la commune française d'Issy-les-Moulineaux.
Mise en service au début de l'année 1970, l'usine a arrêté son activité en février 2006 et sa démolition s'est achevée en septembre 2010.

## Démolition de l'usine
Implantée sur l'emplacement d'une ancienne usine similaire, l'usine cesse son activité de combustion des déchets ménagers non recyclables à la fin du mois de février 2006 en raison du non-respect des normes de rejets atmosphériques fixées par une directive européenne. Elle ne sert plus alors qu'au transfert des déchets,.
Dans la nuit du dimanche 12 mars au lundi 13 mars 2006, l'une des deux cheminées de l’usine a pris feu, nécessitant l'évacuation d'environ 400 personnes en raison des risques d'écroulement de la cheminée. Au regard des risques encourus, la cheminée accidentée a été détruite le dimanche 26 mars 2006 au matin.
La démolition de l'usine commence en septembre 2008. C’est la ville de Paris, propriétaire du terrain, qui assure la maîtrise d’ouvrage des travaux. 
L'usine est remplacée par un centre de tri et de valorisation énergétique des déchets ménagers nommé « Isséane » qui commence son activité en janvier 2008. La TIRU, quant à elle, cesse définitivement la sienne à la fin de l'année 2007.
Un autre incendie frappe l'usine le mercredi 17 mars 2010 au soir, alors qu'elle est en cours de démantèlement. Les dégagements de fumée sont visibles dans l'ensemble du sud de Paris
La seconde cheminée de la TIRU est démolie le dimanche 6 juin 2010 avec l'aide de quinze kilos d'explosifs. L'opération entraîne la fermeture de la route départementale 7 (quai de Stalingrad) entre la place de la Résistance et le pont d'Issy, de 9 heures à 13 heures et l'interruption de la circulation du tramway entre les stations Issy-Val de Seine et Les Moulineaux de 11h à 13h.

## Devenir du terrain de la TIRU
L’objectif, dans le cadre du programme mixte de la zone d'aménagement concerté (ZAC) dite « des bords de Seine », étant de reconquérir les anciennes friches industrielles pour relier le centre-ville à la Seine, le terrain libéré va être profondément transformé. Il est notamment prévu la construction à cet emplacement de plus de 41 000 m2 de logements (dont 30 % de logements sociaux), 24 000 m2 de bureaux, comprenant entre autres le futur siège de BNP Paribas Real Estate, 2 200 m2 de commerces, ainsi qu'une crèche et un groupe scolaire.
Le réaménagement de la zone doit être achevé d’ici la fin 2012.